# Eu, Seine-Maritime

Eu este o comună în departamentul Seine-Maritime, Franța. În 1 ianuarie 2022 avea o populație de 6.541 de locuitori.